# Теутешть (Ясси)
Теутешть, Теутешті (рум. Tăutești) — село у повіті Ясси в Румунії. Входить до складу комуни Редіу.
Село розташоване на відстані 328 км на північ від Бухареста, 12 км на північний захід від Ясс.

## Населення
За даними перепису населення 2002 року у селі проживали 159 осіб, усі — румуни. Усі жителі села рідною мовою назвали румунську.